# Кингисеп
Кингисеп (рус. Кингисепп; фин. Jaama) град је на северозападу европског дела Руске Федерације. Налази се у крајњем југозападном делу Лењинградске области, на обали реке Луге, и административно припада Кингисепшком рејону чији је уједно и административни центар.
Савремени град који се развио из Јамске тврђаве основане 1384. године, у два наврата је мењао име, а садашње носи од 1922. године по естонском револуционару Виктору Кингисепу. Званичан статус града има од 1784. године.
Према проценама националне статистичке службе за 2015. у граду је живело 47.969 становника, и по броју становника налази се на 8. месту међу градовима у Лењинградској области. Градска територија обухвата површину од 29 км².
Кингисеп је члан међународног удружења Нова Ханза које окупља градове чланове некадашње Ханзеатске лиге са циљем интензивније културне, економске и туристичке сарадње међу њима.

## Географија
Кингисеп се налази на југозападу Лењинградске области, односно на југу Кингисепшког рејона. Лежи на десној обали реке Луге, на неких 40-ак километара јужније од њеног ушћа у Фински залив. Налази се на око 130 километара југозападно од историјског центра Санкт Петербурга и на око 20 км источно од границе са Естонијом (град Нарва).
Средиште града лежи на надморској висини од 25,6 метара.

## Историја
Према подацима из Новгородског летописа на месту данашњег града 1384. године Новгородци су основали утврђење Јам (рус. Ям) које је требало да послужи као одбрамбена утврда према Швеђанима и Немцима. Утврђење је имало јаке камене зидове и куле и у два наврата је успешно одолевало опсадама Швеђана (1395) и Тевтонаца (1444–1448. године). Новоосновано утврђење добило је име по финском племену Јами који су обитавали на том подручју.
Од XV века утврђење почиње да губи на војничком, али постаје све значајнији трговачки и занатски центар. Насеље је 1583. уступљено Швеђанима, потом враћено Русима, да би поново сходно одредбама Столбовског мира из 1617. било укључено у састав ђведске државе. Зидине и куле Јамске тврђаве у потпуности су уништене 1681. године.
Током Великог северног рата руска војска успела је да 14. маја 1703. године заузме град, а некадашњи Јам постаје Јамбургом. Пет година касније император Петар Велики предао је Јамбург на управу књазу Александру Меншикову. Насеље Јамбург 1784. године добија званичан статус окружног града.
Током целог 19. века Јамбург је био важно војничко седиште, а рентирање објеката за потребе војске доносило је значајне приходе становницима града. Тако је према подацима из 1849. године од укупно 2.100 становника града, њих 1.317 (или 62,7%) било у војној служби. Након руске револуције 1917. царска војска се повлачи из града, а самим тим град Јамбзрг губи свој главни извор прихода. Због тога је Јамбург почетком 20. века важио за један од најсиромашнијих и најнеразвијенијих градова Петербуршке губерније.
Током Руског грађанског рата јамбург је био место жестоких окршаја између бољшевика предвођених Лењином са једне, и белогардејаца Николаја Јуденича са друге стране. Током тих сукоба град је доживео велика разарања. Са доласком комуниста на власт град мења име и 17. маја 1922. године постаје Кингисеп (у част естонског бољшевика Виктора Кингисепа).
Током Стаљинових чистки (1937—1938) стрељано је чак 155 становника Кингисепа због оптужби за издају и протудржавно деловање.

## Демографија
Према подацима са пописа становништва 2010. у граду је живело 48.488 становник, док је према проценама националне статистичке службе за 2015. град имао 47.969 становника.
| 1939. | 1959. | 1970.  | 1979.  | 1989.  | 2002.  | 2010.  | 2015.  |
| ----- | ----- | ------ | ------ | ------ | ------ | ------ | ------ |
| 7,930 | 8,413 | 17,315 | 38,784 | 49,954 | 50,295 | 48,488 | 47,969 |

## Међународна сарадња
Град Кингисеп има потписане уговоре о међународној сарадњи са следећим градовима и општинама:
- Јихви (Естонија)
- Нарвик (Норвешка)
- Засниц (Немачка)
- Рајсио (Финска)
- Бјелск Подласки (Пољска)